# Llista de comtes de Besalú
El que segueix és la llista cronològica dels comtes regnants al comtat de Besalú, des de la seva creació el 785 fins a la seva integració definitiva al comtat de Barcelona el 1111. Les terres que formaven el comtat de Besalú esdevingueren, després de la conquesta franca al final del segle viii, una dependència del comtat de Girona. El seu territori no adquirí plena autonomia fins que es produí la reordenació territorial portada a terme per Guifré el Pelós al final del segle ix i es convertí en un comtat independent i separat de la influència Gironina, encomanant el govern al seu germà Radulf I de Besalú, a qui nomenà comte de Besalú.

## Comtes de Besalú nomenats pels reis Francs, vinculat alcomtat de Girona
- 785- vers 811: Rostany, comte de Girona
- entre vers 811 i 817: Odiló, comte de Girona
- entre vers 817-821: Berà, comte de Barcelona i comte de Girona
- 820-826: Rampó, comte de Barcelona i comte de Girona
- 826-832: Gaucelm, comte d'Empúries i Rosselló
- 832-835: Berenguer de Tolosa, comte de Barcelona i comte de Girona
- 835-844: Bernat de Septimània, comte de Barcelona etc
- 844-848: Sunifred I, comte de Barcelona, comte de Girona i comte d'Urgell
- 848-850: Guillem de Tolosa, comte de Barcelona, Girona etc.
- 850-862: Guifré el Pelós, comte de Barcelona i comte de Girona
- 862-878: Delà, comte d'Empúries
- 878: Guifré el Pilós, comte de Barcelona i Girona.

## Comtes de Besalú delCasal de Barcelona, vinculat alcomtat de Cerdanya
- 878-920: Radulf I de Besalú, germà de Guifré el Pilós, comte de Barcelona
- 920-927: Miró I, comte de Cerdanya, nebot de l'anterior
- 927-957: Guifré II de Besalú, fill de l'anterior
- 957-966: Sunifred II, comte de Cerdanya, germà de l'anterior
- 966-984: Miró II de Besalú, comte de Cerdanya, germà de l'anterior
- 984-988: Oliba Cabreta, comte de Cerdanya, germà de l'anterior

## Comtes de Besalú delCasal de Barcelona, independent
- 988-1020: Bernat I de Besalú, fill de l'anterior
- 1020-1052: Guillem I de Besalú, fill de l'anterior
- 1052-1066: Guillem II de Besalú, fill de l'anterior
- 1066-1097: Bernat II de Besalú, germà de l'anterior
- 1097-1111: Bernat III de Besalú, fill de Guillem II de Besalú

comtat a Ramon Berenguer III, sogre de Bernat III, integració al comtat de Barcelona